# Escárcega
Escárcega là một đô thị thuộc bang Campeche, México. Năm 2005, dân số của đô thị này là 50106 người.